# Čertižné
Čertižné (em húngaro: Nagycsertész; ucraniano: Чертижне) é um município da Eslováquia, situado no distrito de Medzilaborce, na região de Prešov. Tem 23,73 km² de área e sua população em 2018 foi estimada em 339 habitantes.

## Demografia
| Ano:        | 1994 | 2004    | 2014    | 2024    |
| ----------- | ---- | ------- | ------- | ------- |
| Broj ljudi: | 484  | 408     | 346     | 304     |
| Razlika:    |      | -15,70% | -15,19% | -12,13% |

| Ano:               | 2023 | 2024 |
| ------------------ | ---- | ---- |
| Número de pessoas: | 304  | 304  |
| Diferença:         |      | +0%  |